# Витіквереська сільська рада
Ви́тіквереська сільська рада (ест. Võtikvere külanõukogu, рос. Вытиквереский сельский совет) — сільська рада в Естонській РСР, адміністративно-територіальна одиниця в складі повіту Тартумаа (1945—1950), Муствееського району (1950—1959) та Йиґеваського району (1959—1960).

## Населені пункти
Адміністративний центр — село Кинну, що розташовувалося на відстані 9 км на захід від міста Муствее.
Сільській раді підпорядковувалися населені пункти:
села: Саареметса (Saaremetsa), Колґаметса (Kolgametsa), Йиеметса (Jõemetsa), Витіквере (Võtikvere), Теелагкме-Луйґе (Teelahkme-Luige), Кинну (Kõnnu), Нимме-Кинну (Nõmme-Kõnnu), Палуствере (Palustvere), Сяезе (Sääse), Тинуметса (Tõnumetsa), Рассіку (Rassiku), Ванамийза (Vanamõisa);
поселення: Кинну (Kõnnu asundus), Торма (Torma asundus).

## Землекористування
1954 року в межах території сільради землями користувалися колгосп: «Тєерагва Вийт» («Töörahva Võit», «Перемога трудящих») та Тормаський радгосп.

## Історія
13 вересня 1945 року на території волості Торма в Тартуському повіті утворена Витіквереська сільська рада з центром у селі Кинну. Головою сільської ради обраний Елмар Васк (Elmar Vask), секретарем — Хельга Війлгейн (Helga Viilhein).
26 вересня 1950 року, після скасування в Естонській РСР повітового та волосного поділу, сільська рада ввійшла до складу новоутвореного Муствееського сільського району.
24 січня 1959 року сільрада приєднана до Йиґеваського району після скасування Муствееського району.
3 вересня 1960 року Витіквереська сільська рада ліквідована. Її територія разом з територією також скасованої Луллікаткуської сільської ради склали новоутворену Тормаську сільську раду Йиґеваського району